# 藤原忠基 (鎌倉時代)
藤原 忠基（ふじわら の ただもと）は、鎌倉時代の公卿。従二位参議右衛門督。父は権大納言藤原高実、母は藤原経通女。
太政大臣に至った九条良平から始まる九条家支流の3代目であるが、忠基以降は公卿を輩出できなかった。

## 経歴
以下、『公卿補任』及び『尊卑文脈』の内容に従って記述する。
- 宝治元年（1247年）1月5日、従三位に叙せられる。同日、右中将は元の如し[1]。
- 宝治2年（1248年）1月23日、播磨権守を兼ねる。同年8月2日、父高実の喪に服す。
- 建長3年（1251年）1月5日、正三位に昇叙。
- 弘長2年（1262年）1月26日、参議に任ぜられる。同日、右中将を兼ねる。同年3月29日、従二位に昇叙[2]。同年7月16日、右衛門督の兼任に遷る。また検非違使別当に補されるが同月に検非違使別当を辞す[3]。同年12月21日、所労により出仕していないため参議右衛門督を辞す。
- 弘長3年（1263年）2月3日、出家。同月5日、薨去。享年34。

## 系譜
- 父：藤原高実（1210年 - 1248年）
- 母：藤原経通の娘
- 妻：不詳
  - 男子：円雄
  - 男子：信助
  - 男子：藤原清憲
  - 男子：実玄
  - 男子：昭算
  - 男子：藤原良澄
  - 男子：求道